# Río Medina
Río Medina är ett vattendrag i Chile.   Det ligger i regionen Región de Los Lagos, i den södra delen av landet, 1 100 km söder om huvudstaden Santiago de Chile.
I omgivningarna runt Río Medina växer i huvudsak blandskog. Runt Río Medina är det glesbefolkat, med 9 invånare per kvadratkilometer.